# Holger Hieronymus
Holger Hieronymus (Hamburg, 1959. február 22. –) világbajnoki ezüstérmes nyugatnémet válogatott német labdarúgó, hátvéd, sportvezető, edző.

## Pályafutása

### Klubcsapatban
A TuS Hamburg csapatában kezdte a labdarúgást, majd az FC St. Pauli korosztályos csapataiban játszott. 1978-ban szerepelt először az első csapatban. 1979-ben a Hamburger SV együtteséhez igazolt, ahol bemutatkozott az élvonalban. A HSV-vel két bajnoki címet és egy BEK győzelmet szerzett. 1984. március 31-én a Waldhof Mannheim elleni bajnoki mérkőzésen súlyos sérülést szenvedett, amelynek következtében kénytelen volt visszavonulni. Hivatalosan 1985-ben jelentette be, hogy abbahagyja a labdarúgást.

### A válogatottban
1981 és 1982 között három alkalommal szerepelt a nyugatnémet válogatottban. Tagja volt az 1982-es világbajnoki ezüstérmes csapatnak Spanyolországban, de nem lépett pályára. 1980 és 1982 között hat alkalommal szerepelt az U21-es válogatottban és egy gólt szerzett.

### Sportvezetőként, edzőként
1997-ben a Hamburger SV marketing vezetője lett. 1998. júniusa és 2002. augusztusa között a klub általános menedzsere volt. 2001-ben átmenetileg a csapat vezetőedzője volt. 2005. február 1-jétől a Német Labdarúgó-szövetség, DFL Deutsche Fußball Liga GmbH cégénél kapott vezető megbízást és a Bundesliga küzdelmeit felügyeli.

## Sikerei, díjai
NSZK
- Világbajnokság
  - ezüstérmes: 1982, Spanyolország

 Hamburger SV
- Nyugatnémet bajnokság (Bundesliga)
  - bajnok: 1981–82, 1982–83
- Bajnokcsapatok Európa-kupája (BEK)
  - győztes: 1982–83
  - döntős: 1979–80
- UEFA-kupa
  - döntős: 1981–82